# Aldees Infantils SOS
Aldees Infantils SOS és una organització sense ànim de lucre, d'ajuda a la infància —i que és de caràcter privat i àmbit mundial interconfessional i independent de tota orientació política—, que es dedica a l'atenció a nens i nenes i adolescents en situació de risc social i de desempar. L'organització ofereix un entorn familiar i segur on els infants poden créixer, desenvolupar-se i rebre educació, a més de suport psicològic i social.

## Territorialitat
Està present a més de 130 països arreu del món.
Duu a terme la seva tasca a Catalunya a través de llars de Sant Feliu de Codines, residències per a menors i pisos assistits i d'alta autonomia per a majors d'edat, i també atenció a menors normalitzats en horari extraescolar a través del Centre Obert de Sant Adrià de Besòs.
A Bata, Llogarets Infantils SOS treballa per assegurar que els nens i adolescents tinguin accés a una infància digna, lliure d'abús i negligència. A més, s'enfoca a enfortir les famílies per evitar la separació dels nens, promovent la seva integració a la comunitat.
Llogarets Infantils SOS també realitza activitats de sensibilització i promoció dels drets de la infància a Guinea Equatorial, i treballa en conjunt amb altres organitzacions locals i internacionals per millorar les condicions de vida dels nens en situació de risc.

## Història
Foren fundades en l'àmbit europeu el 1949; però el primer centre a Espanya el fundà el 1967 Montserrat Andreu Batlló a Sant Feliu de Codines, tot i que no fou reconeguda legalment com a associació fins al 1981.
És membre de la UNESCO i amb un assessor permanent al Consell Econòmic i Social de l'ONU. El 2003 va rebre la Medalla d'Honor de Barcelona.

## Estructura
Mantenen 449 Aldees i 1249 Dispositius SOS que acullen 200 000 nens/es i joves a 132 països. A Espanya hi ha 8 Aldees Infantils SOS a: Barcelona, Pontevedra, Madrid, Granada, Conca, Saragossa, Santa Cruz de Tenerife i Las Palmas. Per a joves hi ha Residències i pisos.